# Diskografie Le Tigre
Diskografie Le Tigre, americké dívčí elektro-punkové kapely, obsahuje jejich dosud vydaná alba, singly a Extended Play. Skupina byla založená v roce 1998 třemi členkami Kathleen Hanna, Johannou Fateman a Sadie Benning.
Kapela debutovala albem Le Tigre v říjnu 1999. Roku 2000 opustila trio Benning, aby se vydala na dráhu filmové režisérky. Nahradila ji JD Samson, která spolupracovala již na druhém albu Feminist Sweepstakes vydaném v říjnu 2001, které obsahovalo politicky zabarvené texty a v americké hitparádě nezávislých alb časopisu Billboard dosáhlo na 43. místo. Po podpisu s labelem Universal Records, uvolnily v říjnu 2004 Le Tigre desku This Island. V hitparádě Billboard 200 se umístila na 130. místě a v hitparádě Billboard Top Heatseekers pak na 5. pozici. Skupina také vydala tři singly, dva z nich se propracovaly do TOP 75 v hitparádě United Kingdom singles chart.
Koncertní turné po Spojených státech kapela uskutečnila v letech 2005 a 2006, předtím hrála také v Evropě. Od roku 2007 má, kromě krátké aktivity v roce 2009, dlouhodobou přestávku činnosti.

## Studiová alba
| 1999                                    | Le Tigre[A] - Vydáno: 26. října 1999 - Label: Mr. Lady (MRLR #07) - Formát: CD, digitální download, LP            | —   | — | —  |
| 2001                                    | Feminist Sweepstakes[B] - Vydáno: 16. října 2001 - Label: Mr. Lady (MRLR #19) - Formáty: CD, digital download, LP | —   | — | 43 |
| 2004                                    | This Island - Vydáno: 19. října 2004 - Label: Universal (B0003385-02) - Formáty: CD, digital download, LP         | 130 | 5 | —  |
| "—" znamená, že album nebylo hodnoceno. | |     |   |    |

Poznámka
- A ^ Znovu vydáno 24. srpna 2004 se skladbami nahranými živě pro BBC[5]
- B ^ Znovu vydáno 24. srpna 2004[5]

## Extended Play
| Rok  | EP |
| ---- | --- |
| 2000 | From the Desk of Mr. Lady[C] - Vydáno: 2000 - Label: Mr. Lady (MRLR #14) - Formáty: CD, digital download, LP    |
| 2003 | Remix[C] - Vydáno: 2003 - Label: Mr. Lady (MRLR #24) - Formáty: CD, digital download, LP                        |
| 2005 | Morning Becomes Eclectic (KCRW Live)[D] - Vydáno: 22. února 2005 - Label: Universal - Formáty: Digital download |
| 2005 | This Island Remixes Volume 1 - Vydáno: 4. července 2005 - Label: Chicks on Speed (COSR #23) - Formáty: LP       |
| 2005 | This Island Remixes Volume 2 - Vydáno: 4. července 2005 - Label: Chicks on Speed (COSR #24) - Formáty: LP       |
| 2005 | This Island Remixes - Vydáno 12. září 2005 - Label: Chicks on Speed (COSR #25) - Formáty: CD                    |

Poznámky
- C ^ Znovu vydáno 24. srpna 2004[5]
- D ^ Vydáno exkluzivně na iTunes[6]

## Singly
| Rok                                   | Skladba                   | UK peak | Album       |
| ------------------------------------- | ------------------------- | ------- | ----------- |
| 1999                                  | Hot Topic                 | —       | Le Tigre    |
| 2004                                  | New Kicks                 | —       | This Island |
| 2004                                  | TKO / Nanny Nanny Boo Boo | 50      | This Island |
| 2005                                  | After Dark                | 63      | This Island |
| "—" znamená, že singl nebyl hodnocen. |                           |         |             |

## Videoklipy
| Rok  | Název                                 | režisér                |
| ---- | ------------------------------------- | ---------------------- |
| 1999 | Deceptacon                            | Miguel Gutierrez       |
| 2001 | Well, Well, Well                      | Elisabeth Subrin       |
| 2001 | Keep On Livin'                        | Paper Tiger Television |
| 2004 | Well, Well, Well (Alternativní verze) | Elisabeth Subrin       |
| 2004 | New Kicks                             | Samuael Topiary        |
| 2004 | TKO                                   | Rainbows & Vampires    |
| 2005 | After Dark                            | Wynne Greenwood        |

## Další nahrávky
Následující skladby a remixy se neobjevily na studiových albech kapely Le Tigre.

### Jako host
| Rok  | Skladba            | Umělec          | Album               |
| ---- | ------------------ | --------------- | ------------------- |
| 2003 | Wordy Rappinghood  | Chicks on Speed | 99 Cents            |
| 2005 | We R the Handclaps | Junior Senior   | Hey Hey My My Yo Yo |
| 2007 | Sisters O Sisters  | Yoko Ono        | Yes, I'm a Witch    |

### Kompilační alba
| Rok  | Skladba              | Album                      | Další umělci           |
| ---- | -------------------- | -------------------------- | ---------------------- |
| 2001 | Sweetie              | Calling All Kings & Queens |                        |
| 2001 | The Mayor is a Robot | False Object Sensor        | Men's Recovery Project |

### Remixy
| Rok  | Skladba                                         | Umělec              | Album                          |
| ---- | ----------------------------------------------- | ------------------- | ------------------------------ |
| 2000 | Girl Serial Killer (The Dear Hanin remix)       | Hanin Elias         | In Flames: Remix EP            |
| 2005 | Revolt (Le Tigre remix)                         | Lesbians on Ecstasy | Giggles in the Dark            |
| 2006 | Standing in the Way of Control (Le Tigre remix) | Gossip              | Standing in the Way of Control |
| 2006 | Fleur De Saison (Le Tigre remix)                | Émilie Simon        | Végétal                        |